# Tritheledon riconoi
Tritheledon riconoi és una espècie extinta de sinàpsid de la família dels triteledòntids que visqué durant el Juràssic inferior en allò que avui en dia és Sud-àfrica. Es tracta de l'única espècie coneguda del gènere Tritheledon. Fou descrit pel paleontòleg sud-africà Robert Broom a partir d'un crani associat a diverses dents, la majoria trencades, al qual es referí com «una de les troballes més interessants dels últims anys». L'os jugal és particularment robust. Les dents molars estan comprimides en l'eix anteroposterior. Fou anomenat en honor d'un tal M. Ricono, el descobridor de l'holotip.